# Шанхайський музей
Шанха́йський музе́й (кит.: 上海博物館, англ. Shanghai Museum) — музей давнього китайського мистецтва у місті Шанхай (Китай).
Заклад розташований на Народній Площі в міському районі Хуанпу. 

## З історії музею
Музей засновано і уперше відкрито для відвідування публікою у 1952 році в приміщенні колишнього клубу конячих перегонів. У 1959 році музейні колекції перенесено до приміщення Жонгуї (Zhonghui) по вулиці Хенань, де раніше розміщалися банківські установи та офіси страхових компаній.
Нарешті у 1992 році Шанхайський музей переїхав на Народну площу, де кваритирував у будівлях міської влади. У серпні 1993 року розпочалось грандіозне зведення нової споруди під музей, що було завершено 12 жовтня 1996 року його урочистим відкриттям. 
П'ятиповерхова будівля музею 29,5 м заввишки із загальною площею 39 200 м². Будинок спроектовано місцевим архітектором і за формою він нагадує давню китайську бронзову посудину на трьох ніжках (навіть вважається, що прообразом споруди стала конкретна посудина дінґ з постійної експозиції музею). Будівля має круглий дах і квадратну основу, що символізує давньокитайську концепцію світосприйняття — «кругле небо, що покоїться на квадратній землі».

## Колекції

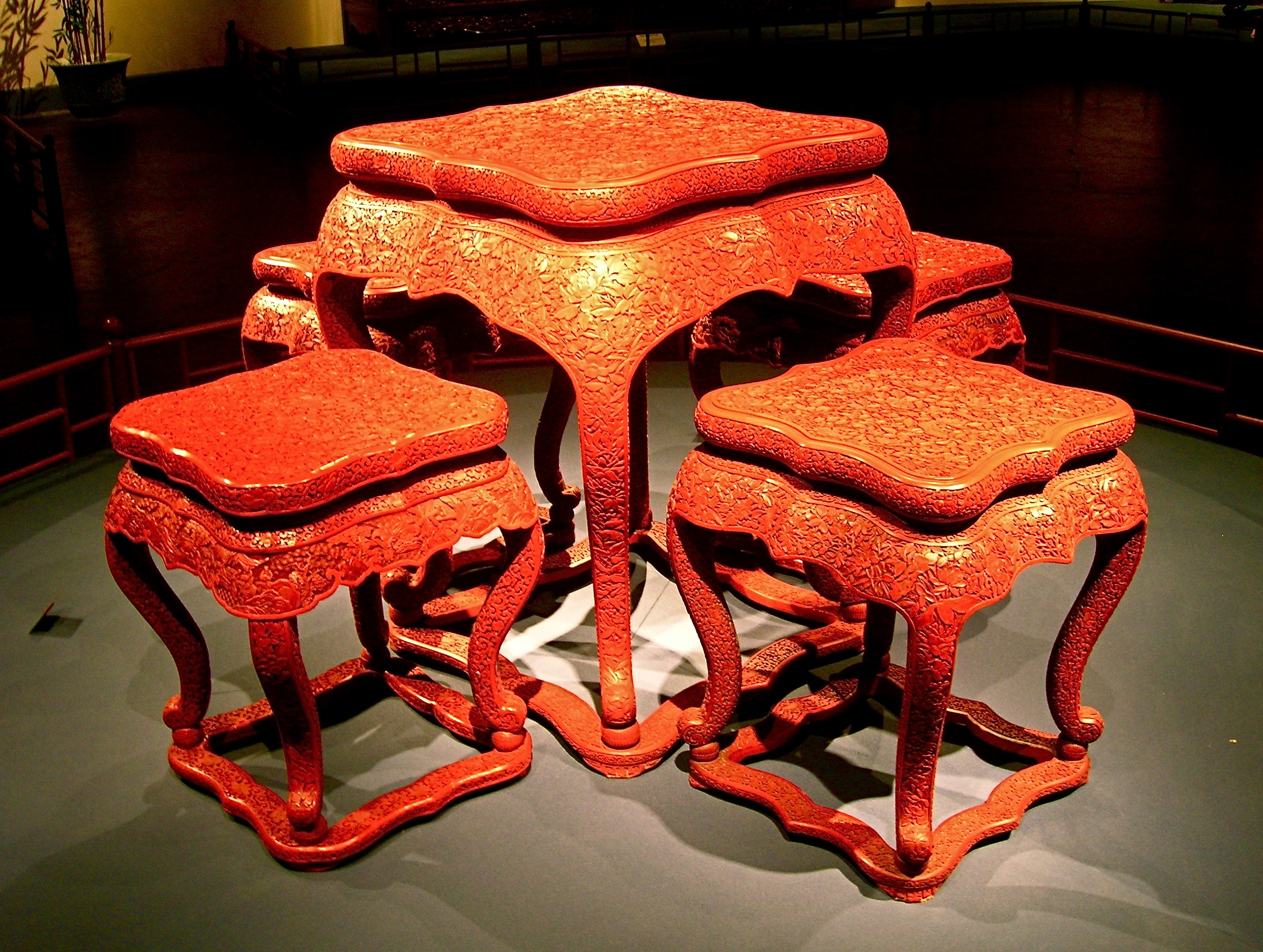
Різьблені і лаковані меблі з експозиції музею

Музейне зібрання нараховує понад 120 000 експонатів, включаючи зразки образотворчого мистецтва і скульптури, предмети з бронзи, кераміки, взірці каліграфічного мистецтва, меблі, посуд, монети, печатки тощо; представлено китайське, нацменшин Китаю та іноземне мистецтво.
Музей має 11 постійних галерей-відділів та 3 спеціальні зали для тимчасових експозицій. 
Постійними галереями є:
- галерея давньої китайської бронзи;
- галерея давньої китайської скульптури;
- галерея давньої китайської кераміки;
- галерея давнього китайського нефріту;
- галерея давнього китайського образотворчого мистецтва;
- галерея давньої китайської каліграфії;
- галерея давньіх китайських печаток;
- галерея давньої китайської нумізматики;
- галерея меблів династій Мін та Цін;
- галерея мситецтв і ремесел національних меншин Китаю.

Шанхайський музей володіє шедеврами національного і світового значення, в т.ч. одним з трьох, що збереглися до наших днів, бронзових «прозорих» люстер династії Хань.

## Виноски
1. ↑  Art's most popular: Exhibition and museum visitor figures 2018 // The Art Newspaper — 2019. — Vol. XXVIII, Iss. 311. — ISSN 0960-6556
2. ↑  Art's most popular: Exhibition and museum visitor figures 2019 // The Art Newspaper — 2020. — Vol. XXIX, Iss. 322. — ISSN 0960-6556
3. ↑  Art's most popular: Exhibition and museum visitor figures 2021 // The Art Newspaper — 2022. — ISSN 0960-6556
4. ↑  див. Da Ke Ding. Архів оригіналу за 2 лютого 2009. Процитовано 11 червня 2009. [Архівовано 2009-02-02 у Wayback Machine.]